# Eugène Rouché
Eugène Rouché (Sommières, 18 agosto 1832 – Lunel, 19 agosto 1910) è stato un matematico francese.  Fu eletto all'Accademia francese delle scienze il 27 gennaio 1896. Fu editore scientifico delle opere matematiche di Edmond Nicolas Laguerre. È autore del teorema di Rouché nell'analisi complessa e del teorema di Rouché-Capelli nell'algebra lineare.

## Opere
- Éléments d'algèbre à l'usage des candidats au baccalauréat ès sciences et aux écoles spéciales (Paris: Mallet-Bachelier, 1857)
- Leçons nouvelles de trigonométrie rectiligne et sphérique con L. Lacour (Paris: V. Dalmont, 1857)
- Mémoire sur la série de Lagrange (Paris: Impr. impériale, 1866)
- Eléments de géométrie descriptive (Paris: Delagrave, 1875)
- Éléments de statique graphique (  Paris: Baudry, 1889)
- Traité de géométrie con Charles de Camberousse (Paris: Gautier-Villars, 1891)
- Coupe des pierres ; précédée des Principes du trait de stéréotomie[collegamento interrotto] (Paris : Baudry, 1893)
- Analyse infinitésimale à l'usage des ingénieurs (t. 1) con Lucien Lévy(Paris: Gauthiers-Villars, 1900)
- Analyse infinitésimale à l'usage des ingénieurs (t. 2) con Lucien Lévy (Paris: Gauthiers-Villars, 1900)